# Ernst Theodor Echtermeyer
Ernst Theodor Echtermeyer, född den 12 augusti 1805 i Liebenwerda, död den 6 maj 1844 i Dresden, var en tysk skriftställare, litteraturhistoriker, estetiker och filosof.
Echtermeyer studerade juridik i Halle, flyttade emellertid över till Berlin och studerade där filosofi och tysk filologi. Han promoverades 1831 och fick sedan en kallelse till det kungliga pedagogicum vid de Franckeska stiftelserna i Halle. Med sin kollega Arnold Ruge utgav han Hallische Jahrbücher für Wissenschaft und Kunst, där man polemiserade mot romanticism och romantiserande litteratur. 
Som motbild ställde Echtermeyer (särskilt i essän Der Protestantismus und die Romantik) upp Goethes och Schillers diktning. Echtermeyer flyttade, för att undgå den preussiska censuren, 1841 till Dresden.
Tillsammans med Ruge utgav han Deutsche Musenalmanach (1840). Med Moritz Seyffert skrev han: Anthologie aus neuern lateinischen Dichtern (Halle 1834-35, 2 band) och Carmina aliquot Goethii et Schilleri latine reddita (Halle 1833), med Ludwig Henschel och Karl Joseph Simrock: Quellen des Shakespeare in Novellen, Märchen und Sagen (Berlin 1831, 3 band.; andra, av Simrock ensam bearbetade upplagan, Bonn 1870, 2 band). Hans Mustersammlung deutscher Gedichte für gelehrte Schulen (Halle 1836) var ända till 1900-talets slut den mest inflytelserika antologin, genom vilken generation av elever präglats. Den utkommer ännu i nya upplagor (bearbetad av Benno von Wiese 1981, senast av Elisabeth K. Paefgen och Peter Geist 2005).